# Stephanorhinus hundsheimensis
Stephanorhinus hundsheimensis is een uitgestorven neushoornsoort die voornamelijk in Azië en Europa leefde. Het dier voedde zich vooral met toendragrassen en lage struiken.